# 秦真司
秦 真司（はた しんじ、1962年7月29日 - ）は、徳島県鳴門市出身の元プロ野球選手（外野手、捕手）・コーチ、解説者。
1994年から1998年頃までの間、スコアボードでの選手名表記を平仮名の「はた」としていた（登録名はそのまま）。当時の電光掲示板の解像度では「秦」の文字が読み取りづらいための措置である。ロサンゼルスオリンピック野球の金メダリスト。野球学校「PBA」の運営会社である有限会社裸裸裸の取締役も務める。マネジメント会社は株式会社レガシージャパン。城西大学硬式野球部コーチ。
日本プロ野球OBクラブの会員として野球指導も行っている。

## 経歴

### プロ入り前
鳴門高校では3年次の1980年、同期のエース島田茂と捕手としてバッテリーを組み、甲子園に春夏連続出場。春の選抜では、1回戦で滝川高の石本貴昭に抑えられ敗退。夏の選手権では3回戦に進出するが、優勝した横浜高のエース愛甲猛に1-0で完封される。秋の栃の葉国体でも準決勝に進むが、秋田商の高山郁夫らに完封負けを喫した。
鳴門高卒業後の1981年、島田と共に法政大学に進学。東京六大学野球リーグでは4度の優勝を経験し、ベストナイン（捕手）にも2度選出される。リーグ通算54試合に出場、176打数49安打、打率.278、6本塁打、32打点、11得点を記録。全日本大学野球選手権大会でも2年次の1982年、4年次の1984年に優勝している。1984年には第13回日米大学野球選手権日本代表に選出され、同年のロサンゼルスオリンピック日本代表として金メダルを獲得した。法大同期に野手に転向した島田、山越吉洋、伊吹淳一（のち熊谷組）、川崎泰介（のちいすゞ自動車監督）らが、1学年上に主戦投手の和田護（のち日産自動車、法大助監督）や小早川毅彦らが、1学年下に主戦投手の西川佳明や若井基安らがいた。

### ヤクルト時代
1984年のドラフト2位でヤクルトスワローズに入団。背番号は「26」に決まる。
1987年に法大の大先輩である関根潤三が監督に就任する。
1988年より八重樫幸雄を押しのけ正捕手に定着。
1990年、新任の野村克也監督からリードと配球面を問題視され、開幕後数試合はスタメンで出場したが、4月末に新人の古田敦也に正捕手の座を奪われる。野村によると、同年の開幕カードである巨人戦において一塁に走者がおらず、カウント3ボール0ストライクからストライクをとることが最優先の場面で変化球を投手に要求した結果が四球となり、さらに野村が詰問したところ「（打者が）打ってくるような気がしたから」と答えたという。ちなみにこの試合で篠塚和典に「疑惑の本塁打」を打たれており、内藤尚行-秦のバッテリーに対し、野村はこの一球の配球に対しても問題視していた。また、秦の送球術にも難を感じて、後年、秦の捕手としての適性について、「（前任の関根は）このキャッチャーでよくやっておられた」「キャッチャーとしては鈍感の部類」などと振り返っている。捕手としては酷評されたが、強打・地肩の強さ・脚力に着目されて6月から外野手に転向。バッティングは野村も高く評価しており、「アイツの打撃フォームは教科書や。野球少年たちのいいお手本になる」と絶賛している。古田に正捕手を奪われた1990年も打率.292と打撃は好調であった。
1991年には右翼手の定位置を獲得して規定打席にも到達し（12位、打率.292）、同年のオールスターゲームに出場。
1992年には西武との日本シリーズに出場し、10月25日の第6戦では高校の後輩・潮崎哲也からサヨナラ本塁打を記録。
1994年10月6日には巨人との最終戦（神宮）は、巨人が勝ち同日に中日が負ければ、巨人の優勝が決まる試合であった。7回裏にリリーフの槙原寛己をヤクルトがとらえ、同点に追いつき、なおも走者を2人残して秦が打席に立ち、秦は右翼席中段に勝ち越し3点本塁打を放った。結局この試合に敗れた巨人は、中日と同8日の最終戦で優勝をかけて対戦することとなった。7日付の朝日新聞、読売新聞、毎日新聞、日本経済新聞は、秦がうなだれる槙原を尻目にダイヤモンドを回るシーン、または打ったシーンの写真を掲載した。
1995年には2年ぶりのリーグ優勝・日本一に貢献したが、日本一の祝勝会ではしゃぎ過ぎて転倒。割れたビール瓶で足を10針縫う大怪我をしてしまうものの、病院で治療してもらった直後に、チームの祝勝会の二次会会場である六本木に合流している。
1997年には左の代打として同年のリーグ優勝・日本一に貢献。稲葉篤紀・真中満らの台頭で控えに回った後も代打で活躍した。しかしシーズンオフにプロ野球脱税事件に関わっていたことが発覚し起訴されなったものの、セ・リーグコミッショナー処分により来期開幕から3週間の出場停止を言い渡された。
1998年には自己ワーストとなる打率1割台の自身初の一軍シーズン0本塁打に終わり、戦力外通告を受ける。

### 日本ハム時代
1999年には日本ハムファイターズに金銭トレードで移籍し、背番号は、前年まで落合博満が着けていた「3」であった。成績は前年の自己ワーストを更新する結果になりオフに戦力外通告を受けた。

### ロッテ時代
2000年にはテスト入団で千葉ロッテマリーンズへ移籍し、背番号は「31」となる。同年7月16日の西武戦（千葉マリン）では、清水将海の負傷退場により捕手全員を使い切ったため、橋本将の防具を借用して途中から捕手として出場。同年は二軍生活が続き、シーズン終盤には二軍コーチへの就任（即ち選手としては契約を結ばない）を打診されていた。自らの引き際を悟った秦は大学の先輩でもある山本功児監督に「最終戦はベンチに入れてもらえませんか？」と打診、山本は秦を最終戦のベンチメンバーに帯同させた。20世紀最後の公式戦となった10月16日のオリックス戦（千葉マリン）が引退試合となり、石井浩郎の代打で出場し、小林宏から右中間へ適時二塁打を放った。その後、代走を出されてベンチに戻った秦は感極まって涙を流したが、スタンドのファンから「秦真司コール」が沸き起こった。大きな声援にベンチを出てそれに応え、現役生活を締め括った。同年引退。

### 引退後
2001年からロッテ二軍打撃コーチに就任したが、4月中旬に一軍に配置転換となった。チームはこの年、5月末に3位に浮上したこともあったが、8月末には5位に転落。9月からは二軍に配置転換された。契約満了のため同年限りで退任。その後は解説者を務める。
2005年から中日ドラゴンズ一軍捕手コーチに就任。
2006年のリーグ優勝に貢献したが、同年退任。2006年オフの解任後の会見で「球団からは人間関係じゃないですかと言われた」、「9月ごろに他球団から声を掛けていただいたが、優勝があるので断った」、「（中日からの解任理由について）契約しない理由が明確じゃないんでね。ベンチで声を出しすぎていたんじゃないですか」と語っていた。中日コーチ在任中のオフ期間には筑波大学大学院に通っていた。
2007年は東北放送・NHK BS1「メジャーリーグ中継」解説者を務める。
2008年にはNHKのMLB中継の解説と並行して、BCリーグに新加入した群馬ダイヤモンドペガサス初代監督に就任。秦の後年の記述によると、球団側は当初群馬県出身の渡辺久信を迎える意向だったが、渡辺が西武の一軍監督に就任したため断念し、秦と渡辺の両者に親交のあった笘篠賢治が仲介する形で秦に声がかかったという。1年目から初チームを上信越地区の後期優勝と年間優勝に導く。
2009年も前後期を連覇、地区年間優勝し、石川とのリーグチャンピオンシップに勝利して初のリーグ優勝を達成した。
2010年も前後期を連覇、3年連続の地区年間優勝を達成したが、石川とのリーグ年間優勝決定戦を1勝3敗で終えた責任を取り、10月3日に監督辞任を示唆したものの続投となった。
2011年は前期優勝したものの後期は3位に終わり、半期優勝の連覇は6でストップした。地区後期優勝の新潟との地区チャンピオンシップに0勝2敗で敗退し、3年連続の地区年間優勝はならず、10月31日に監督を退任。前記の通り、解説者の仕事も兼務していたため、日曜日のデーゲーム（ホーム）の場合は試合終了後に東京のスタジオに移動して深夜に解説をしていたという。

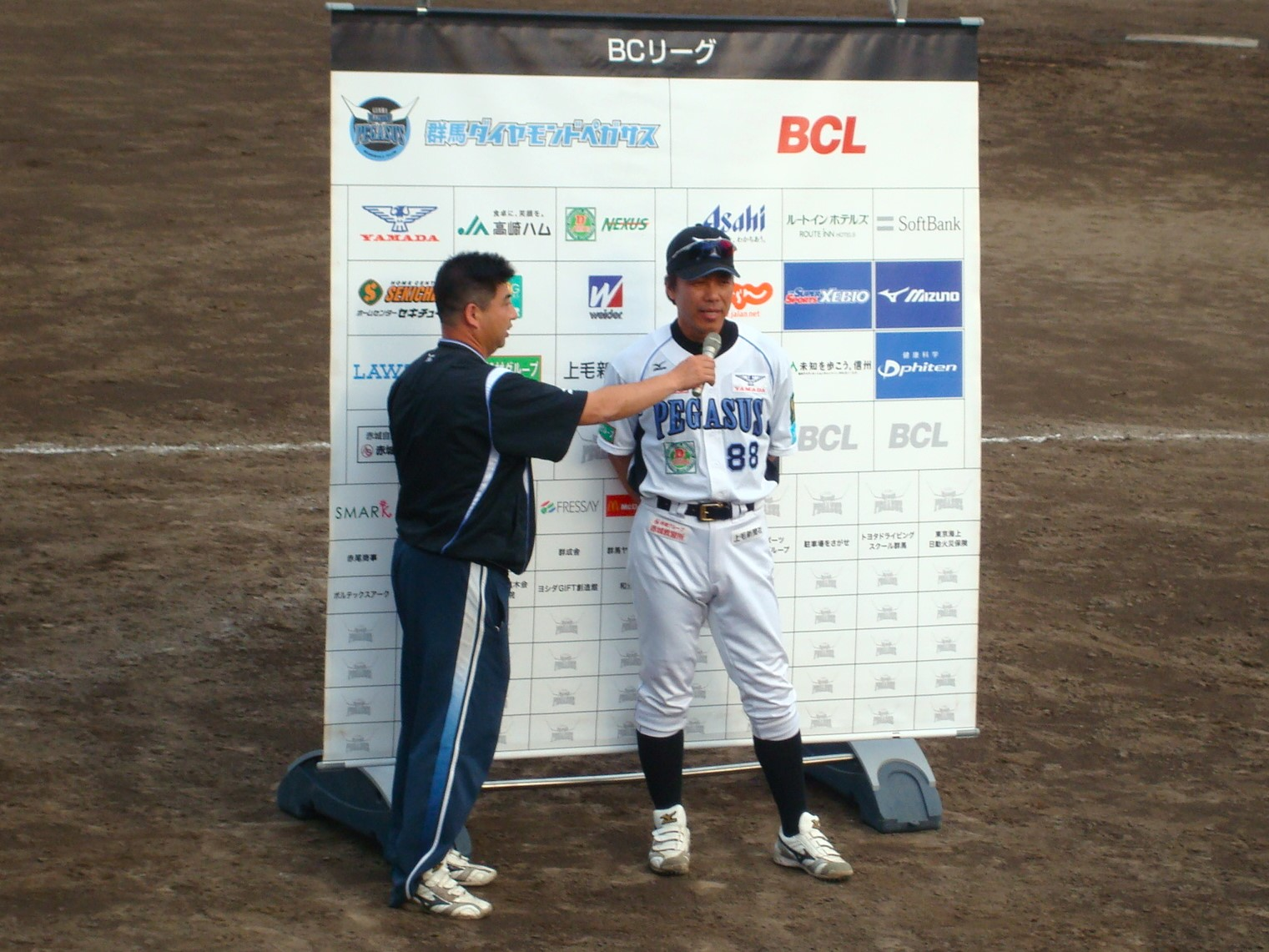
2010年5月22日、藤岡市民球場での富山サンダーバーズ戦に勝利した秦監督

パンクラスに練習生として稽古に行ったことがあり、それ以前からも格闘技に詳しく、サムライTVのSアリーナのMCを務めた（2003年頃）。
ロッテ退団後の2004年、タレントの井手らっきょがテレビ番組『マネーの虎』（日本テレビ、同年2月2日放送分）に出演し、元プロ野球選手による野球塾開校を希望。堀之内九一郎社長が激しく批判するも、井手と共に交渉にあたった秦がその場で実際に素振りをしたところ社長達がとても感動し、「下手な説明よりプロの素振りを見た方がよほど説得力があるよ」と他の社長を味方に付けたことでマネー成立させた逸話がある。結果、小林敬社長から270万円、高橋がなり社長と岩井良明社長からそれぞれ1000万円の投資を受け、2270万円という番組史上最高額のマネー成立を勝ち取った。塾は神奈川県の海老名市に開校予定だったが、建築基準法の関係で井手の出身地の熊本市になった。中日コーチ就任後の2005年5月28日にPBA（プロフェッショナル・ベースボール・アカデミー）という名前で開校。同年9月に設立された運営会社・有限会社裸裸裸の取締役として名を連ねる。
2012年には読売ジャイアンツ一軍バッテリーコーチに就任し、2年連続リーグ優勝と2012年の日本一に貢献。
2014年からは二軍バッテリーコーチを務めていたが、同年8月1日から再び一軍バッテリーコーチとなり、リーグ3連覇に貢献。
2015年はリーグワーストタイの12捕逸を記録した。
2016年からは新設の三軍バッテリーコーチに就任。
2017年限りで巨人を退団。
2018年からNHK BS1・J SPORTSの野球解説者に復帰。
2019年は巨人にファームバッテリー兼打撃コーチとして復帰したが、同年限りで退団。
2020年からはDAZN解説者を務める。

## 詳細情報

### 年度別打撃成績
| 年 度      | 球 団      | 試 合 | 打 席 | 打 数 | 得 点 | 安 打 | 二 塁 打 | 三 塁 打 | 本 塁 打 | 塁 打 | 打 点 | 盗 塁 | 盗 塁 死 | 犠 打 | 犠 飛 | 四 球 | 敬 遠 | 死 球 | 三 振 | 併 殺 打 | 打 率 | 出 塁 率 | 長 打 率 | O P S |
| ---------- | ---------- | ----- | ----- | ----- | ----- | ----- | -------- | -------- | -------- | ----- | ----- | ----- | -------- | ----- | ----- | ----- | ----- | ----- | ----- | -------- | ----- | -------- | -------- | ----- |
| 1985       | ヤクルト   | 41    | 46    | 44    | 5     | 8     | 2        | 0        | 2        | 16    | 7     | 0     | 1        | 0     | 0     | 1     | 0     | 1     | 14    | 1        | .182  | .217     | .364     | .581  |
| 1986       | ヤクルト   | 59    | 74    | 63    | 10    | 15    | 3        | 0        | 2        | 24    | 8     | 2     | 1        | 1     | 2     | 8     | 0     | 0     | 21    | 0        | .238  | .315     | .381     | .696  |
| 1987       | ヤクルト   | 33    | 70    | 68    | 8     | 14    | 4        | 0        | 3        | 27    | 11    | 1     | 0        | 0     | 0     | 2     | 0     | 0     | 11    | 2        | .206  | .229     | .397     | .626  |
| 1988       | ヤクルト   | 122   | 388   | 354   | 33    | 89    | 17       | 3        | 7        | 133   | 29    | 3     | 1        | 5     | 0     | 27    | 8     | 2     | 52    | 8        | .251  | .308     | .376     | .684  |
| 1989       | ヤクルト   | 84    | 265   | 245   | 23    | 71    | 12       | 0        | 8        | 107   | 28    | 2     | 3        | 0     | 0     | 19    | 4     | 1     | 40    | 3        | .290  | .343     | .437     | .780  |
| 1990       | ヤクルト   | 93    | 279   | 250   | 26    | 73    | 18       | 3        | 11       | 130   | 35    | 1     | 1        | 0     | 2     | 22    | 1     | 5     | 57    | 0        | .292  | .358     | .520     | .878  |
| 1991       | ヤクルト   | 117   | 419   | 383   | 51    | 112   | 20       | 4        | 16       | 188   | 47    | 5     | 2        | 5     | 0     | 26    | 1     | 5     | 70    | 4        | .292  | .345     | .491     | .836  |
| 1992       | ヤクルト   | 112   | 392   | 342   | 42    | 86    | 19       | 0        | 15       | 150   | 51    | 5     | 0        | 0     | 2     | 40    | 2     | 8     | 63    | 1        | .251  | .342     | .439     | .780  |
| 1993       | ヤクルト   | 92    | 269   | 243   | 23    | 58    | 11       | 0        | 7        | 90    | 27    | 2     | 0        | 2     | 1     | 20    | 1     | 3     | 47    | 3        | .239  | .303     | .370     | .674  |
| 1994       | ヤクルト   | 92    | 264   | 248   | 25    | 65    | 6        | 4        | 9        | 106   | 31    | 6     | 1        | 1     | 1     | 14    | 1     | 0     | 32    | 10       | .262  | .300     | .427     | .728  |
| 1995       | ヤクルト   | 96    | 273   | 252   | 24    | 72    | 13       | 1        | 9        | 114   | 31    | 1     | 2        | 3     | 2     | 15    | 4     | 1     | 43    | 2        | .286  | .326     | .452     | .778  |
| 1996       | ヤクルト   | 80    | 164   | 141   | 16    | 34    | 4        | 0        | 6        | 56    | 17    | 1     | 0        | 0     | 0     | 20    | 1     | 3     | 27    | 2        | .241  | .348     | .397     | .745  |
| 1997       | ヤクルト   | 71    | 73    | 63    | 9     | 17    | 2        | 1        | 2        | 27    | 11    | 1     | 0        | 1     | 0     | 7     | 1     | 2     | 18    | 0        | .270  | .361     | .429     | .790  |
| 1998       | ヤクルト   | 49    | 52    | 48    | 1     | 8     | 3        | 1        | 0        | 13    | 4     | 1     | 0        | 1     | 1     | 2     | 0     | 0     | 10    | 2        | .167  | .196     | .271     | .467  |
| 1999       | 日本ハム   | 17    | 19    | 16    | 2     | 2     | 1        | 0        | 0        | 3     | 0     | 0     | 0        | 0     | 0     | 3     | 1     | 0     | 2     | 0        | .125  | .263     | .188     | .451  |
| 2000       | ロッテ     | 24    | 31    | 30    | 3     | 8     | 2        | 0        | 0        | 10    | 4     | 0     | 0        | 0     | 0     | 1     | 0     | 0     | 6     | 1        | .267  | .290     | .333     | .624  |
| 通算：16年 | 通算：16年 | 1182  | 3078  | 2790  | 301   | 732   | 137      | 17       | 97       | 1194  | 341   | 31    | 12       | 19    | 11    | 227   | 25    | 31    | 513   | 39       | .262  | .324     | .428     | .752  |

### 年度別守備成績
| 年 度 | 捕手  | 捕手  | 捕手  | 捕手  | 捕手  | 捕手  | 捕手     | 捕手     | 捕手     | 捕手     | 捕手     | 一塁  | 一塁  | 一塁  | 一塁  | 一塁  | 一塁     | 外野  | 外野  | 外野  | 外野  | 外野  | 外野     |
| 年 度 | 試 合 | 刺 殺 | 補 殺 | 失 策 | 併 殺 | 捕 逸 | 守 備 率 | 企 図 数 | 許 盗 塁 | 盗 塁 刺 | 阻 止 率 | 試 合 | 刺 殺 | 補 殺 | 失 策 | 併 殺 | 守 備 率 | 試 合 | 刺 殺 | 補 殺 | 失 策 | 併 殺 | 守 備 率 |
| ----- | ----- | ----- | ----- | ----- | ----- | ----- | -------- | -------- | -------- | -------- | -------- | ----- | ----- | ----- | ----- | ----- | -------- | ----- | ----- | ----- | ----- | ----- | -------- |
| 1985  | 8     | 22    | 4     | 2     | 0     | 1     | .929     | 6        | 6        | 0        | .000     | -     | -     | -     | -     | -     | -        | -     | -     | -     | -     | -     | -        |
| 1986  | 18    | 42    | 3     | 2     | 0     | 1     | .957     |          | 20       | 2        | .091     | -     | -     | -     | -     | -     | -        | 1     | 0     | 0     | 0     | 0     | .000     |
| 1987  | 20    | 90    | 6     | 2     | 0     | 2     | .980     |          | 8        | 2        | .200     | -     | -     | -     | -     | -     | -        | -     | -     | -     | -     | -     | -        |
| 1988  | 119   | 506   | 70    | 8     | 7     | 11    | .986     |          | 78       | 38       | .328     | -     | -     | -     | -     | -     | -        | -     | -     | -     | -     | -     | -        |
| 1989  | 82    | 370   | 42    | 6     | 6     | 11    | .986     |          | 67       | 25       | .272     | -     | -     | -     | -     | -     | -        | -     | -     | -     | -     | -     | -        |
| 1990  | 25    | 107   | 12    | 4     | 1     | 0     | .967     |          | 12       | 6        | .333     | -     | -     | -     | -     | -     | -        | 52    | 69    | 0     | 0     | 0     | 1.000    |
| 1991  | -     | -     | -     | -     | -     | -     | -        | -        | -        | -        | -        | -     | -     | -     | -     | -     | -        | 111   | 142   | 3     | 3     | 0     | .980     |
| 1992  | -     | -     | -     | -     | -     | -     | -        | -        | -        | -        | -        | -     | -     | -     | -     | -     | -        | 105   | 119   | 8     | 3     | 2     | .977     |
| 1993  | -     | -     | -     | -     | -     | -     | -        | -        | -        | -        | -        | -     | -     | -     | -     | -     | -        | 84    | 108   | 2     | 0     | 0     | 1.000    |
| 1994  | -     | -     | -     | -     | -     | -     | -        | -        | -        | -        | -        | -     | -     | -     | -     | -     | -        | 67    | 92    | 6     | 0     | 1     | 1.000    |
| 1995  | -     | -     | -     | -     | -     | -     | -        | -        | -        | -        | -        | -     | -     | -     | -     | -     | -        | 76    | 118   | 3     | 3     | 0     | .976     |
| 1996  | -     | -     | -     | -     | -     | -     | -        | -        | -        | -        | -        | -     | -     | -     | -     | -     | -        | 37    | 37    | 4     | 0     | 0     | 1.000    |
| 1997  | -     | -     | -     | -     | -     | -     | -        | -        | -        | -        | -        | -     | -     | -     | -     | -     | -        | 7     | 1     | 0     | 0     | 0     | 1.000    |
| 1998  | -     | -     | -     | -     | -     | -     | -        | -        | -        | -        | -        | -     | -     | -     | -     | -     | -        | 2     | 0     | 0     | 1     | 0     | .000     |
| 1999  | -     | -     | -     | -     | -     | -     | -        | -        | -        | -        | -        | -     | -     | -     | -     | -     | -        | 2     | 0     | 0     | 0     | 0     | .000     |
| 2000  | 1     | 0     | 0     | 0     | 0     | 0     | .000     |          |          |          |          | 1     | 4     | 0     | 0     | 0     | 1.000    | 4     | 2     | 0     | 0     | 0     | .000     |
| 通算  | 273   | 1137  | 137   | 24    | 14    | 26    | .982     |          |          |          |          | 1     | 4     | 0     | 0     | 0     | 1.000    | 548   | 688   | 26    | 10    | 3     | .986     |

### 記録
初記録
- 初出場：1985年4月13日、対中日ドラゴンズ1回戦（ナゴヤ球場）、9回表に玄岡正充の代走として出場
- 初安打：1985年5月5日、対読売ジャイアンツ5回戦（後楽園球場）、3回表に鳥原公二の代打として出場、斎藤雅樹から
- 初本塁打・初打点：1985年7月30日、対横浜大洋ホエールズ10回戦（明治神宮野球場）、9回裏に関根浩史からソロ
- 初先発出場：1985年8月2日、対中日ドラゴンズ15回戦（ナゴヤ球場）、7番・捕手として先発出場
- 初盗塁：1986年4月30日、対阪神タイガース5回戦（阪神甲子園球場）、9回表に二盗（投手：工藤一彦、捕手：木戸克彦）

節目の記録
- 1000試合出場：1996年8月16日、対読売ジャイアンツ17回戦（東京ドーム）、8回表に宮本慎也の代打として出場 ※史上336人目

その他の記録
- オールスターゲーム出場：1回（1991年）

### 背番号
- 26（1985年 - 1998年）
- 3（1999年）
- 31（2000年）
- 77（2001年）
- 82（2005年 - 2006年、2012年 - 2015年）
- 88（2008年 - 2011年）
- 102（2016年 - 2017年）
- 89（2019年）